# Castillo de Mesía
El castillo o torre-fortaleza de Mesía es una fortificación de finales del siglo XIII o principios del XIV, situado en la aldea de Pobra, en el ayuntamiento gallego de Mesía. Desde el siglo XV, durante el Antiguo Régimen, se ejerció desde este castillo la jurisdicción de Mesía para el obispo de Santiago de Compostela. Fue declarado Bien de Interés Cultural el 17 de noviembre de 1994 por el Ministerio de Cultura.

## Descripción
El castillo constaba de una torre interior amurallada, con defensas exteriores de forma poligonal, rodeada de un foso profundo. En la actualidad su estado de conservación es de abandono y solo se conserva parte de las defensas exteriores, que son de forma redondeada y que en algunos puntos alcanzan los 18 metros de elevación. La torre de homenaje era mucho más alta que las murallas y es probable que estuviera almenada.

## Historia
Los primeros registros históricos que mencionan el castillo son del año 1401, en un documento de Gonzalo Díaz de Mesía, señor de esta jurisdicción. Su nombre aparece en una inscripción que figuraba en un dintel en la puerta de la torre de homenaje:

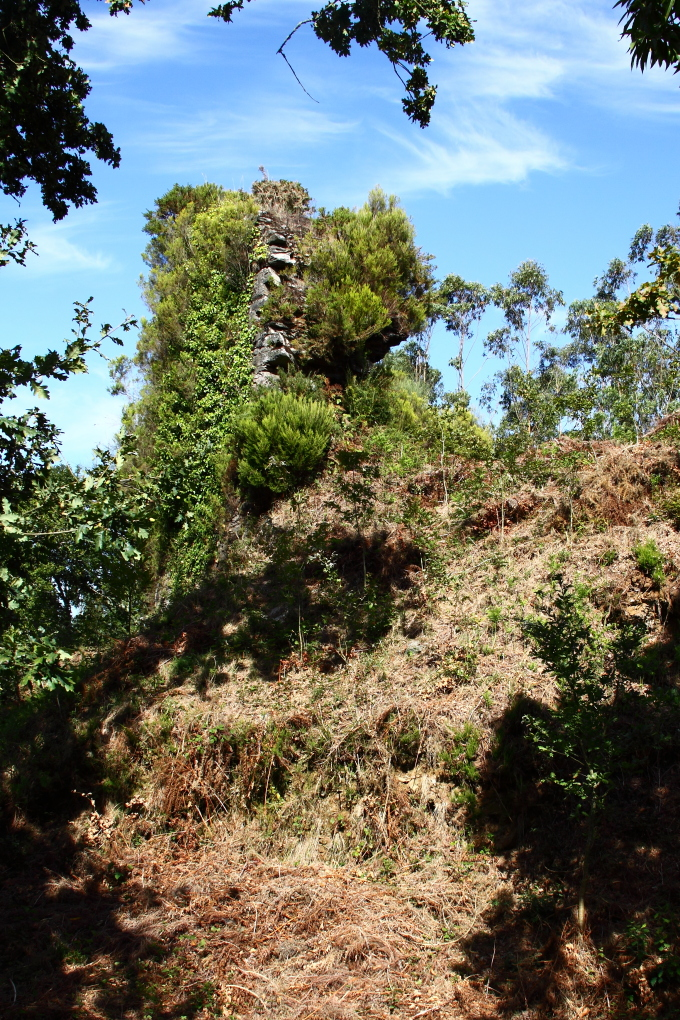
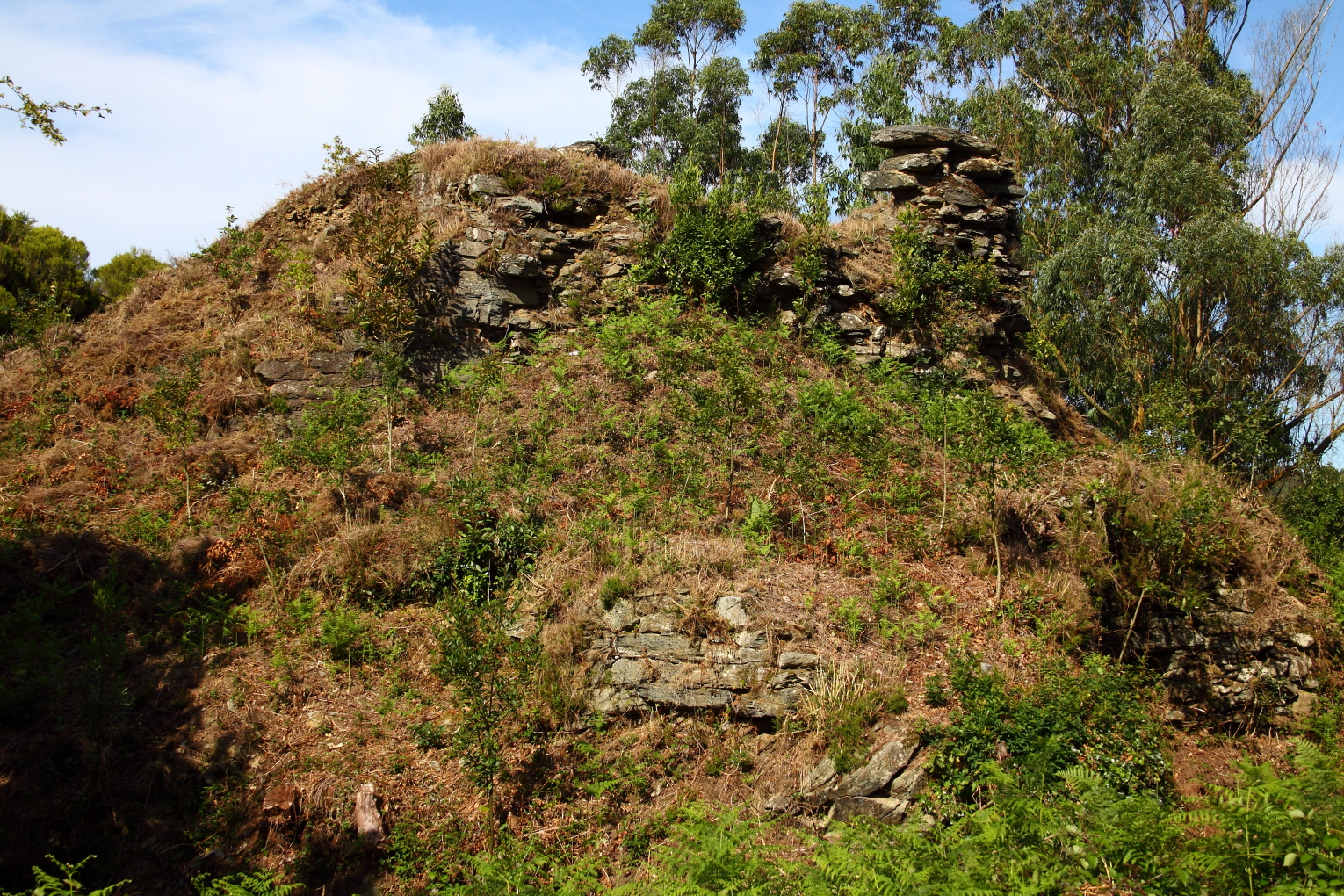
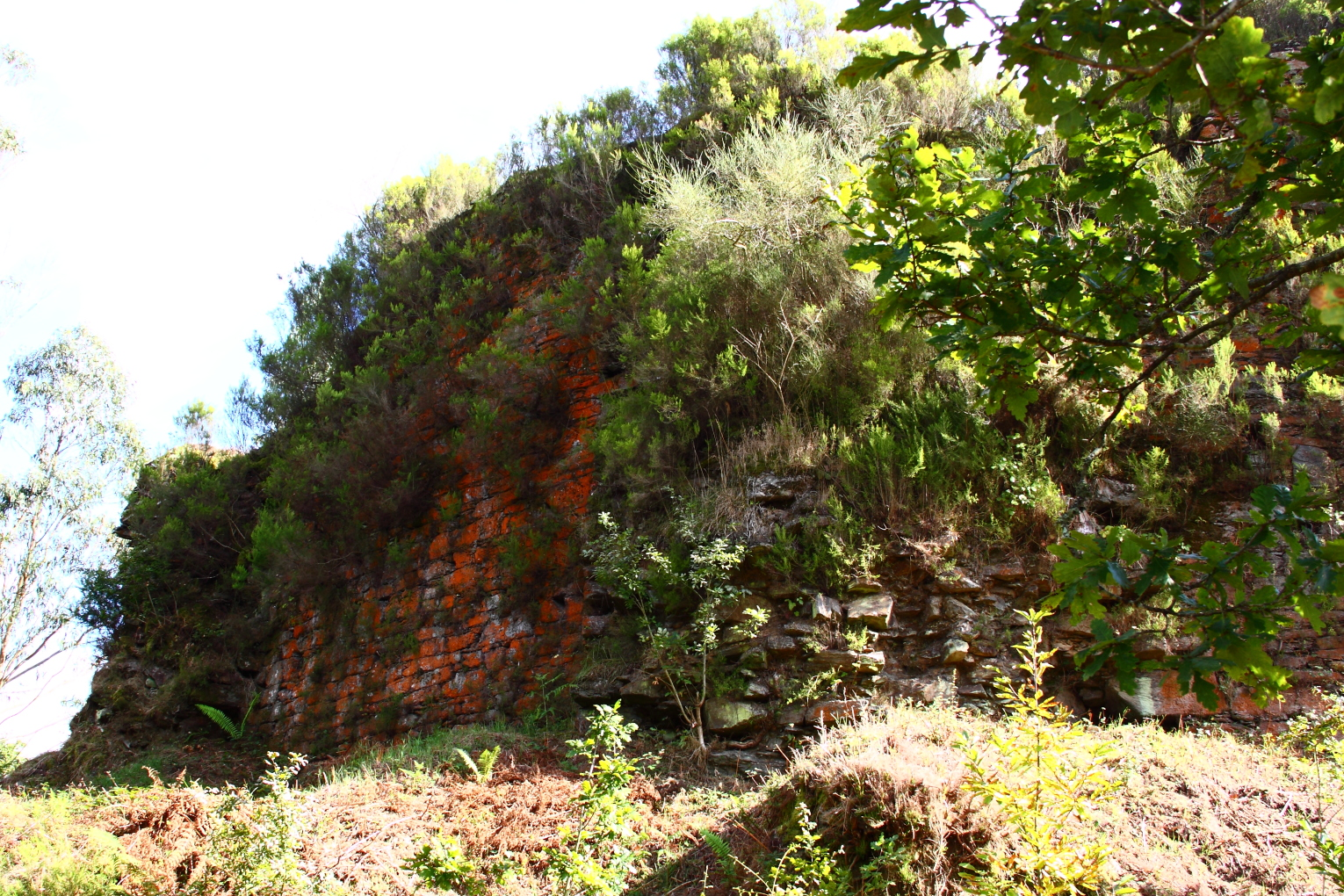
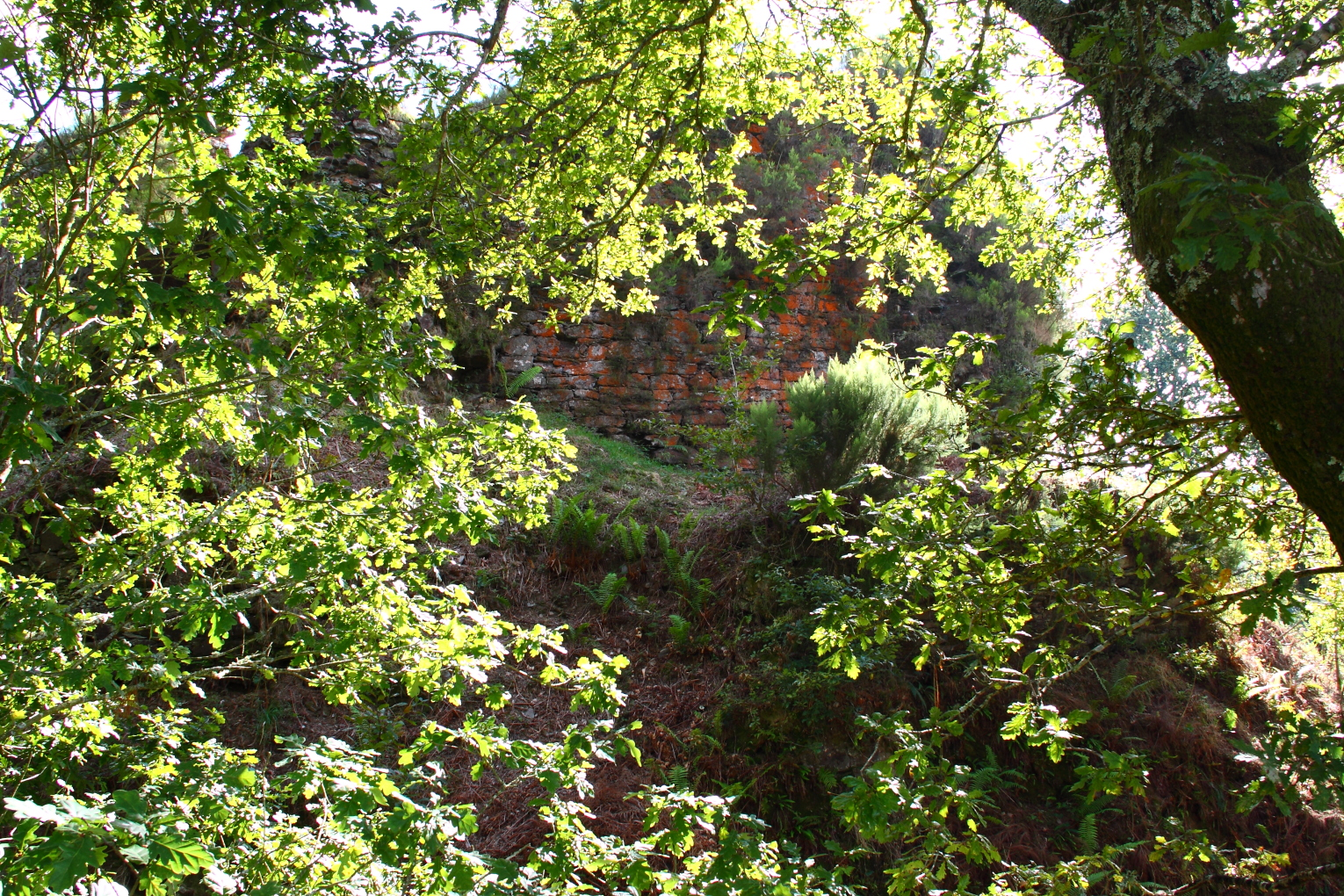

ESTA CASA FEZO D. GONZLAVO (Gonzalvo) DÍAZ DE MESÍA E SUA MOLER M(María) PRES (Peres)
Gran parte del castillo fue destruido en 1467 durante las Revueltas Irmandiñas, pero al ser abandonada por estos, Alonso II de Fonseca usurpó la propiedad y la restauró. En el año 1858 la construcción se conservaba intacta, pero dos años más tarde, el poeta Ángel Corzo, en una carta personal comentaba:
Hace dos días que estoy en Mesía, quise visitar su antiguo castillo, y lo encontré destruido por el pico y la azada del hombre.